# Лауреати Державної премії України в галузі освіти (2012)
Державна премія України в галузі освіти — лауреати 2012 року.
На підставі подання Комітету з Державної премії України в галузі освіти Президент України В. Ф. Янукович видав Указ № 583/2012 від 6 жовтня 2012 року «Про присудження Державних премій України в галузі освіти 2012 року».
На 2012 рік розмір Державної премії України в галузі освіти склав 200 000 гривень кожна.

## Лауреати Державної премії України в галузі освіти 2012 року
| Номінація: премійована робота | Лауреати                         | Коротко про лауреата |
| --- | -------------------------------- | --- |
| дошкільна і позашкільна освіта: за цикл робіт «Всеукраїнський освітній Інтернет-портал Острів знань»                                                                                         | Гальченко Максим Сергійович      | аспірант Національного педагогічного університету імені М. П. Драгоманова |
| дошкільна і позашкільна освіта: за цикл робіт «Всеукраїнський освітній Інтернет-портал Острів знань»                                                                                         | Гуляєв Кирило Дмитрович          | кандидат технічних наук, виконувач обов'язків завідувача відділу Інституту телекомунікацій і глобального інформаційного простору Національної академії наук України                           |
| дошкільна і позашкільна освіта: за цикл робіт «Всеукраїнський освітній Інтернет-портал Острів знань»                                                                                         | Довгий Станіслав Олексійович     | народний депутат України, доктор фізико-математичних наук, член-кореспондент Національної академії наук України, дійсний член Національної академії педагогічних наук України                 |
| дошкільна і позашкільна освіта: за цикл робіт «Всеукраїнський освітній Інтернет-портал Острів знань»                                                                                         | Камишин Володимир Вікторович     | кандидат технічних наук, директор Інституту обдарованої дитини Національної академії педагогічних наук України                                                                                |
| дошкільна і позашкільна освіта: за цикл робіт «Всеукраїнський освітній Інтернет-портал Острів знань»                                                                                         | Лісовий Оксен Васильович         | директор Національного центру Мала академія наук України |
| дошкільна і позашкільна освіта: за цикл робіт «Всеукраїнський освітній Інтернет-портал Острів знань»                                                                                         | Мілєнін Володимир Михайлович     | старший науковий співробітник Інституту обдарованої дитини Національної академії педагогічних наук України                                                                                    |
| дошкільна і позашкільна освіта: за цикл робіт «Всеукраїнський освітній Інтернет-портал Острів знань»                                                                                         | Онопченко Галина Василівна       | старший науковий співробітник Інституту обдарованої дитини Національної академії педагогічних наук України                                                                                    |
| дошкільна і позашкільна освіта: за цикл робіт «Всеукраїнський освітній Інтернет-портал Острів знань»                                                                                         | Сухий Олексій Лукич              | завідувач відділу Інституту обдарованої дитини Національної академії педагогічних наук України                                                                                                |
| дошкільна і позашкільна освіта: за цикл робіт «Всеукраїнський освітній Інтернет-портал Острів знань»                                                                                         | Юрченко Тетяна Анатоліївна       | старший науковий співробітник Інституту обдарованої дитини Національної академії педагогічних наук України                                                                                    |
| загальна середня освіта: за навчально-методичний комплект з фізики для середньої школи | Ляшенко Олександр Іванович       | доктор педагогічних наук, академік-секретар Відділення загальної середньої освіти Національної академії педагогічних наук України                                                             |
| загальна середня освіта: за навчально-методичний комплект з фізики для середньої школи | Савченко Віталій Федорович       | кандидат педагогічних наук, завідувач кафедри Чернігівського національного педагогічного університету імені Т. Г. Шевченка                                                                    |
| професійно-технічна освіта: за цикл робіт «Форми і зміст курсового підвищення кваліфікації керівних і педагогічних працівників закладів професійно-технічної освіти»                         | Джус Людмила Костянтинівна       | заступник директора з методичної роботи Науково-методичного центру професійно-технічної освіти та підвищення кваліфікації інженерно-педагогічних працівників у Хмельницькій області           |
| професійно-технічна освіта: за цикл робіт «Форми і зміст курсового підвищення кваліфікації керівних і педагогічних працівників закладів професійно-технічної освіти»                         | Каспрік Наталія Миколаївна       | завідувач відділу Науково-методичного центру професійно-технічної освіти та підвищення кваліфікації інженерно-педагогічних працівників у Хмельницькій області                                 |
| професійно-технічна освіта: за цикл робіт «Форми і зміст курсового підвищення кваліфікації керівних і педагогічних працівників закладів професійно-технічної освіти»                         | Тертична Олександра Валентинівна | завідувач лабораторії Науково-методичного центру професійно-технічної освіти та підвищення кваліфікації інженерно-педагогічних працівників у Хмельницькій області                             |
| професійно-технічна освіта: за цикл робіт «Форми і зміст курсового підвищення кваліфікації керівних і педагогічних працівників закладів професійно-технічної освіти»                         | Супрун В'ячеслав Васильович      | кандидат економічних наук, директор департаменту професійно-технічної освіти Міністерства освіти і науки, молоді та спорту України                                                            |
| професійно-технічна освіта: за цикл робіт «Форми і зміст курсового підвищення кваліфікації керівних і педагогічних працівників закладів професійно-технічної освіти»                         | Шамралюк Олена Леонідівна        | заступник директора з навчально-методичної роботи Науково-методичного центру професійно-технічної освіти та підвищення кваліфікації інженерно-педагогічних працівників у Хмельницькій області |
| професійно-технічна освіта: за цикл робіт «Форми і зміст курсового підвищення кваліфікації керівних і педагогічних працівників закладів професійно-технічної освіти»                         | Шевчук Людмила Іванівна          | кандидат педагогічних наук, директорові Науково-методичного центру професійно-технічної освіти та підвищення кваліфікації інженерно-педагогічних працівників у Хмельницькій області           |
| вища освіта: за навчально-методичний комплект «Диференціальні рівняння» | Самойленко Анатолій Михайлович   | доктор фізико-математичних наук, академіку-секретареві Відділення математики Національної академії наук України                                                                               |
| вища освіта: за навчально-методичний комплект «Диференціальні рівняння» | Перестюк Микола Олексійович      | доктор фізико-математичних наук, завідувачеві кафедри Київського національного університету імені Тараса Шевченка                                                                             |
| вища освіта: за навчально-методичний комплект «Диференціальні рівняння» | Кривошея Сергій Арсентійович     | кандидат фізико-математичних наук, доцент кафедри Київського національного університету імені Тараса Шевченка                                                                                 |
| вища освіта: за навчально-методичний комплект «Диференціальні рівняння» | Маринець Василь Васильович       | доктор фізико-математичних наук, завідувач кафедри Ужгородського національного університету                                                                                                   |
| вища освіта: за навчально-методичний комплект «Диференціальні рівняння» | Моклячук Михайло Павлович        | доктор фізико-математичних наук, професор кафедри Київського національного університету імені Тараса Шевченка                                                                                 |
| вища освіта: за навчально-методичний комплект «Диференціальні рівняння» | Парасюк Ігор Остапович           | доктор фізико-математичних наук, професор кафедри Київського національного університету імені Тараса Шевченка                                                                                 |
| наукові досягнення в галузі освіти: за цикл робіт «Комплекс наукових досліджень проблем судово-правової реформи в Україні у 2001–2011 роках та їх використання у фаховій підготовці юристів» | Долежан Валентин Володимирович   | доктор юридичних наук, професор кафедри Національного університету «Одеська юридична академія»                                                                                                |
| наукові досягнення в галузі освіти: за цикл робіт «Комплекс наукових досліджень проблем судово-правової реформи в Україні у 2001–2011 роках та їх використання у фаховій підготовці юристів» | Ківалов Сергій Васильович        | народний депутат України, доктор юридичних наук, Голові Комітету Верховної Ради України з питань правосуддя, президент Національного університету «Одеська юридична академія»                 |
| наукові досягнення в галузі освіти: за цикл робіт «Комплекс наукових досліджень проблем судово-правової реформи в Україні у 2001–2011 роках та їх використання у фаховій підготовці юристів» | Косюта Михайло Васильович        | доктор юридичних наук, заступник начальника відділу підготовки кадрів та зв'язків з навчальними закладами Генеральної прокуратури України                                                     |
| наукові досягнення в галузі освіти: за цикл робіт «Комплекс наукових досліджень проблем судово-правової реформи в Україні у 2001–2011 роках та їх використання у фаховій підготовці юристів» | Полянський Юрій Євгенович        | кандидат юридичних наук, проректорові з навчально-методичної та виховної роботи, завідувачеві кафедри Національного університету «Одеська юридична академія»                                  |